# Dorothea af Schwarzburg-Sondershausen
Dorothea af Schwarzburg-Sondershausen (23. august 1579 – 5. juli 1639) var en tysk prinsesse, der var hertuginde af Slesvig-Holsten-Sønderborg fra 1622 til 1627.
Hun var datter af grev Johan Günther af Schwarzburg-Sondershausen og gift med hertug Alexander af Slesvig-Holsten-Sønderborg.

## Biografi
Dorothea blev født den 23. august 1579 i Sondershausen som yngste barn af grev Johan Günther af Schwarzburg-Sondershausen i hans ægteskab med Anna af Oldenburg. Hun blev gift den 26. november 1604 i Oldenburg med hertug Alexander af Slesvig-Holsten-Sønderborg. De bosatte sig i første omgang på riddergodset Beck i bispedømmet Minden (i Westfalen). Senere opholdt de sig som oftest hos Alexanders fader på Sønderborg Slot. I ægteskabet blev der født 11 børn.
Hertug Alexander døde pinsemorgen 13. maj 1627 i Sønderborg. Dagen før sin død havde han gjort testamente og heri fastsat, at Dorothea skulle sidde i uskiftet bo for at få hertugdømmets store gæld betalt, mens deres ældste søn, Hans Christian, skulle arve hele lenet, men indtil videre forblive ugift. Enkehertuginde Dorothea forestod da også hertugdømmet i de følgende trange krigsår, men var ikke i stand til at afbetale gælden, som tværtimod stadig voksede. Hun gik derfor ind på, at brødrene 17. december 1633 sluttede en arveoverenskomst, efter hvilken Hans Christian tiltrådte hertugdømmet med betydelige forpligtelser til sin moder og søskende.
Hertuginde Dorothea overlevede sin mand med 12 år, før hun døde den 5. juli 1639 på sit enkesæde Gammelgård på Als. Hun blev begravet i gravkapellet på Sønderborg Slot.

## Børn
Alexander og Dorothea fik 11 børn:
| Navn             | Født | Død  | Bemærkninger |
| ---------------- | ---- | ---- | --- |
| Hans Christian   | 1607 | 1653 | Hertug af Slesvig-Holsten-Sønderborg 1627 – 1653 Gift 1634 med Anna af Delmenhorst                                                                                          |
| Alexander Henrik | 1608 | 1667 | Grundlagde den såkaldte katolske linje Gift 1643 (morganatisk) med Dorothea Maria Heshus                                                                                    |
| Ernst Günther    | 1609 | 1689 | Hertug af Slesvig-Holsten-Sønderborg-Augustenborg Gift 1651 med Augusta af Glücksborg                                                                                       |
| Georg Frederik   | 1611 | 1676 | |
| August Philip    | 1612 | 1675 | Hertug af Slesvig-Holsten-Sønderborg-Beck Gift 1645 med Clara af Oldenburg (1606–1647) Gift 1649 med Sidonie af Oldenburg Gift 1651 med Marie Sibylla af Nassau-Saarbrücken |
| Adolf            | 1613 | 1616 | |
| Anna Elisabeth   | 1615 | 1616 | |
| Vilhelm Anton    | 1616 | 1616 | |
| Sophie Katharina | 1617 | 1696 | Gift 1635 med grev Anton Günther af Oldenborg |
| Eleonora Sabina  | 1619 | 1619 | |
| Philip Ludvig    | 1620 | 1689 | Hertug af Slesvig-Holsten-Sønderborg-Wiesenburg Gift 1643 med Katharina af Waldeck-Wildungen Gift 1650 med Anna Margarete af Hessen-Homburg                                 |